# Hamza Mendyl
Hamza Mendyl (født 21. oktober 1997 i Casablanca, Marokko), er en marokkansk fodboldspiller (venstre back). Han spiller for  Aris Thessaloniki.
Allerede som ungdomsspiller skiftede Mendyl til Lille, og var fra og med sæsonen 2016-17 en del af klubbens førstehold på seniorbasis. Hos Monaco var han i 2017 med til at vinde det franske mesterskab.

## Landshold
Mendyl har (pr. maj 2018) spillet 11 kampe for Marokkos landshold, som han debuterede for 4. september 2016 i et opgør mod São Tomé og Príncipe. Han var en del af den marokkanske trup til VM 2018 i Rusland.